# 真壁昭夫
真壁 昭夫（まかべ あきお、1953年（昭和28年）10月21日 - ）は、日本の経済学者。みずほ総合研究所主席研究員等を経て、法政大学大学院政策創造研究科教授。専門は行動ファイナンス理論、投資理論、金融工学。行動経済学会設立に参画し、第1期・第2期常任理事を務めた。

## 来歴
1953年神奈川県横須賀市生まれ。神奈川県立横須賀高等学校を経て、1976年一橋大学商学部卒業、第一勧業銀行（現みずほ銀行）入行。1983年ロンドン大学ロンドン・ビジネス・スクール修了、MsC（経営学修士）。
メリルリンチ社ニューヨーク本社出向、DKB INT `L出向（トレーディング部長）、第一勧業銀行市場営業部次長、同行資金証券部次長、第一勧銀総合研究所金融市場調査部長、同研究所主席研究員、みずほ総合研究所調査本部主席研究員、みずほコーポレート銀行業務監査部参事役、内閣府経済動向分析チームメンバーを歴任。
1999年より信州大学経済学部大学院講師及び慶應義塾大学理工学部講師。2002年立教大学経済学部会計ファイナンス学科講師。2003年信州大学大学院イノベーション・マネジメント・センター特任教授、2005年信州大学経済学部教授、東証アカデミーフェロ、日本商工会議所政策委員会学識委員、2010年日本ファイナンシャル・プランナーズ協会評議員、2015年旭化成監査役、2016年信州大学経法学部教授、2017年法政大学大学院政策創造研究科教授。
この間、2002年に川西諭、山口勝業とともに行動経済学のワークショップを開始し、これを発展させ、2007年、川西や山口、大竹文雄、加藤英明、筒井義郎とともに行動経済学会設立準備委員として同学会設立にあたった。第1期・第2期行動経済学会常任理事。ダイヤモンドオンライン上で、コラム「今週のキーワード」を連載中。

## ラジオ番組
- 真壁昭夫のマーケット・ビュー（毎週月曜日 18:15～18:45、2017年4月3日 - ） (ラジオNIKKEI第1放送）

## 著書
- 行動経済学入門
- 日本がギリシャになる日
- ファイナンス理論の新展開―価格変動の謎を探る、真壁 昭夫、久保田 幸長
- 行動ファイナンスの実践 投資家心理が動かす金融市場を読む、ジェームス・モンティア（著）、真壁昭夫（翻訳）、栗田昌孝（翻訳）、川西諭（翻訳）
- 国債と金利をめぐる300年史~英国・米国・日本の国債管理政策、真壁昭夫、玉木伸介、平山賢一
- はじめての金融工学
- 自分の年金は自分でつくる!―長期投資で成功する実践プラン、伊藤宏一、真壁昭夫、岡本和久、平山賢一
- プロがそっと教える投資判断の極意
- ゼロからわかる個人投資
- リスクマネー・チェンジ、真壁昭夫、平山賢一
- 最強のファイナンス理論
- これからの年金と退職金がわかる本
- 図解 これ以上やさしく書けない金融のすべて
- 資本コストの理論と実務―新しい企業価値の探究、Michael C. Ehrhardt（著）、真壁昭夫（翻訳）、鈴木毅彦（翻訳）
- 最新 行動経済学入門 「心」で読み解く景気とビジネス
- 行動ファイナンス―市場の非合理性を解き明かす新しい金融理論、ヨアヒム・ゴールドベルグ (著), リュディガー・フォン・ニーチュ (著), 行動ファイナンス研究会 (著), 眞壁昭夫 (著)
- 若者、バカ者、よそ者 イノベーションは彼らから始まる!
- 2013 メイドインジャパンの大逆襲 ものづくり日本の新世界戦略
- 日の丸家電の命運 パナソニック、ソニー、シャープは再生するか
- よくわかる景気の見方 株価の読み方
- よくわかる金融政策の見方・読み方
- 日本経済がなければ中国・韓国は成り立たない
- AIIBの正体
- 金融マーケット 勝つ法則 行動ファイナンスと相場格言で学ぶ投資の基本
- よくわかる為替相場の見方・読み方
- 逆オイルショック――バブル連鎖経済の終焉が日本を襲う
- 仮想通貨で銀行が消える日
- 知識ゼロでも今すぐ使える! 行動経済学見るだけノート